# Хёпкен
фон Хёпкен (швед. von Höpken) — шведский дворянский род, давший Швеции ряд политических деятелей. До революции фамилия часто передавалась на русский язык как Гепкин или Гепкен.

## Происхождение и история рода
Первым известным представителем рода является Клаус Хёпке, живший в начале XVI века в Бремене. Его правнук, правительственный советник Николаус Хёпке (1601—1671), в 1649 году был пожалован в Швеции во дворяне. От внуков Николауса — Даниеля Никласа и Карла Отто — произошли две баронские ветви Хёпкенов. Даниель Никлас был возведён в бароны в 1719 году, а его сын, Андерс Юхан, в 1762 году стал графом и положил начало графской ветви фон Хёпкенов, пресекшейся в 1826 году.

## Известные представители рода
- Хёпкен, Даниель Никлас фон (1669—1741) — политик, президент Коммерц-коллегии.
- Хёпкен, Андерс Юхан фон (1712—1789) — политик, член риксрода.
- Хёпкен, Карл Фредрик фон (1713—1778) — политик, дипломат.
- Хёпкен, Карл Отто фон (1715—1782) — политик, дипломат.